# Peggy Stone
Peggy Stone (geboren 19. März 1907 in Berlin; gestorben 16. Oktober 2009 in New York; gebürtig Rosa Goldstein) war eine deutsch-US-amerikanische Jazzpianistin und Diseuse, die zunächst im Berlin der späten 1920er und frühen 1930er Jahre bekannt wurde.

## Leben und Wirken
Rosa Goldstein kam als dritte Tochter von Natascha Gottlieb (aus Riga) und des Bialystoker Textilkaufmanns Jakob Goldstein am 19. März 1907 in Berlin zur Welt. Dorthin hatten sich die Eltern mit den beiden älteren Töchtern Sonja und Hella vor einem drohenden Pogrom geflüchtet. 1908 kehrte die Familie nach Białystok zurück.

### Moskau/Zweiter Weltkrieg und Oktoberrevolution
Ab 1914 lebten die Goldsteins in Moskau, wo Peggy als Siebenjährige in einer Musikschule für Hochbegabte eine klassische Klavierausbildung erhielt. Nach der Oktoberrevolution 1917, mit der Machtübernahme der kommunistischen Bolschewiki, war die Familie als wohlhabende „Bourgeois“ bedroht. Natascha Goldstein und die drei Mädchen flüchten zurück nach Bialystok, das während des Ersten Weltkrieges (13. August 1915 bis 11. November 1918) von den Deutschen besetzt war. Der Vater kam nicht mehr aus Moskau heraus und blieb vier Jahre lang verschollen. 1922 traf Jakob Goldstein wieder mit seiner Familie in Berlin zusammen, wohin seine Frau mit den Töchtern inzwischen umgesiedelt war.

### Weimarer Republik
Mit zwölf Jahren bekam Rosa Goldstein den Spitznamen „Peggy“ (wegen ihres Talents für Tanz, Gesang und Schauspielerei und ihrer Ähnlichkeit mit der amerikanischen Kinderschauspielerin Peggy Montgomery). 1927/28 sammelte sie erste Bühnenerfahrungen: In Berliner Vorstadtkinos, während des Filmrollenwechsels, als Josephine-Baker-Imitation, in einer Revue des Theater des Westens als Chorgirl und als Statistin in zwei Stummfilmen – „Fräulein Else“ mit Elisabeth Bergner in der Hauptrolle und „Die Straße der Einsamen Seelen“ mit Pola Negri. Beide Filme unter der Regie von Paul Czinner, dem Ehemann der Bergner.
1928 wandte sich Peggy der Unterhaltungsmusik zu und gründete das Duo „Lil und Peggy Stone“ (auch: die Stone Sisters), zwei Frauen an zwei Klavieren. Mit ihrer ersten Partnerin Laelia Rivlin wurde sie von Kurt Robitschek, dem Mitbegründer des Kabaretts der Komiker (KadeKo), entdeckt und gefördert. Mit aktuellen Schlagern, Jazzimprovisationen und einem Potpourri in mehreren Sprachen, waren ‚Lil und Peggy Stone’ auf allen wichtigen Kleinkunstbühnen in Westeuropa und Skandinavien zu sehen, u. a. im Mascotte, dem Moulin Rouge, der Scala, dem Tivoli, dem Trocadero und dem Wintergarten.
Peggys erster Ehemann war der polnische Geiger und Konzertmeister bei der Westdeutschen Rundfunk AG (WERAG), Bronislaw Mittmann. Sie heirateten in Berlin und lebten von Oktober 1932 bis zur Machtübernahme durch die Nationalsozialisten in Köln.

### Nationalsozialismus und Emigration
Als Mittmann von der WERAG zur freiwilligen Kündigung gedrängt wurde, emigrierte das Ehepaar im Spätsommer 1933 nach Schweden. Nach der Scheidung von Mittmann, gab Peggy 1935/56 mit ihrer dritten Partnerin (die zweite war Joa Jeckert), der Jazzpianistin Bella Smoljanski, Konzerte in Moskau. Anschließend unternahmen „Lil und Peggy Stone“ eine Tournee durch den Kaukasus als Gaststars der Jazz-Theater-Band von Leonid Utjossow, einem der beliebtesten Entertainer, Schlagersänger und Bandleader in der Sowjetunion.
Am 23. September 1936 heiratete Peggy zum zweiten Mal: ihren Cousin Alexander Silberblatt aus Bialystok, Sohn des Textilfabrikanten Chone Silberblatt (die Familienfirma hieß „Silberblatt und Filip“). Als die Rote Armee 1939 in Bialystok einmarschierte und Verhaftung drohte, flohen Alexander Silberblatt und sein Bruder Moissej in Richtung Wilno, um Ausreisevisen zu beantragen und Peggy dann nachzuholen. Die Brüder wurden jedoch an die Bolschewiki verraten und zu Arbeitslager und Verbannung in Sibirien verurteilt. Peggy tauchte unter und schlug sich nach Moskau durch.
Das Studio Nemerowitsch-Dantschenko machte sie mit Natalja Kontschalowskaja bekannt (Dichterin und Ehefrau von Sergej Michalkow, dem Verfasser der neuen Sowjethymne), die ihr ein Repertoire in Russisch erarbeitet. Als die deutsche Wehrmacht im Juni 1941 in der Sowjetunion einmarschierte, war Peggy durch ihren Status als Auslandsrussin in Gefahr. Helfer in der Not war Sergej Tschemadanow, ein befreundeter Ingenieur, der in einem Fleischkonservenkombinat arbeitete. Als im Oktober 1941 der Evakuierungsbefehl für das Kombinat erteilt wurde, gab er Peggy als seine „Verlobte“ aus und erwirkte so die Erlaubnis, sie mitzunehmen.
Zunächst wurde das Kombinat in Omsk wieder aufgebaut. Peggy arbeitete als Malerin von Kriegs-Propagandaplakaten („Okna TASS“). Nach wenigen Wochen, wegen des einsetzenden harten Winters, ging es weiter in die Hauptstadt der Kasachischen Sowjetrepublik.
Im November 1942 wurde Peggy Stone als Gaststar des Czernowitzer Jazz-Orchesters unter der Leitung von Herrmann Hönigsberg, einem klassisch ausgebildeten und in Rumänien sehr bekannten Geiger, engagiert. Das Orchester erfüllte seinen Truppenbetreuungsauftrag und tourte von Nowosibirsk bis Wladiwostok und zurück nach Swerdlowsk. Sie traten in Munitionsfabriken auf, spielten auf freiem Feldern vor Flugpiloten, in kleinen Offiziersclubs und großen unterirdischen Hospitälern der Roten Armee.
Kurz vor Ende des Krieges, im Frühjahr 1945, flüchtete Peggy Stone mit den drei Hönigsberg-Brüdern Hermann, Ernst und Max zunächst nach Czernowitz (russisch besetztes rumänisches Gebiet) und im Frühjahr 1946 weiter nach Bukarest.

### Nachkriegszeit
1950 emigrierten Peggy und Hermann Hönigsberg, inzwischen verheiratet, legal nach Israel. Hier fand Peggy ihre Schwester Hella und Schwager Jakob Chasidov wieder. Chasidov, ein überzeugter Zionist, hatte als Offizier am Israelischen Unabhängigkeitskrieg teilgenommen und sich anschließend in Ben Atar umbenannt (hebr.: Sohn der Krone, Geburtsname der Mutter). Im jungen Staat Israel fand sich für die Peggy und Hermann wenig Gelegenheit, ihren Lebensunterhalt zu bestreiten. Zu arm das Land noch, zu angespannt die wirtschaftliche Lage durch die Flüchtlingswelle aus Europa und jüdische Einwanderer aus aller Welt, zu wenige Top-Hotels und Unterhaltungsbühnen, wo sie hätten auftreten können.
1953 begab sich das Ehepaar Hönigsberg auf seine letzte Ausreise: nach New York zu Peggys ältester Schwester Sonja und Schwager Alexander Knischinski (inzwischen amerikanisiert „Kenn“), die 1933 mit ihren beiden Kindern nach Frankreich geflüchtet und schließlich von Marseille aus in die USA gelangt waren. In New York trat Hermann Hönigsberg mit einem handverlesenen Orchester zunächst im Restaurant des Hotels Hotel Waldorf auf und bekam später eine Festanstellung in dem Nobelrestaurant „Monsigneur“, wo auch Aristoteles Onassis und die junge Elizabeth Taylor verkehrten. Peggy begann als Kopistin in der Modeindustrie ganz von vorn. Sie arbeitete sich zur Designerin im Atelier von Ida Lehmann hoch, zu deren Auftraggebern berühmte Designer wie Oleg Cassini und Oscar de la Renta gehörten.
Hermann Hönigsberg starb 1980 in einem New Yorker Krankenhaus. Seine Frau überlebte ihn um fast drei Jahrzehnte. Peggy „Stone“ Hönigsberg starb am 16. Oktober 2009 nach zwei Schlaganfällen im Alter von 102 Jahren in ihrer New Yorker Wohnung.